# 勝之石
勝之石（日语：マリアライト），是日本純種競賽馬匹。生涯活躍於中距離賽事，曾勝出2015年女皇伊利沙伯二世盃及2016年寶塚紀念。

## 出賽前
2011年2月19日出生於北海道安平町北部牧場，成長途中於一口馬主俱樂部Carrot Farm Co. Ltd.進行馬主募集。
其後交由美浦訓練中心練馬師久保田貴士訓練。

## 競賽生涯

### 3歲
2014年1月11日出戰中山競馬場3歲新馬，於其中採用後上戰術下成功在直路跑出優秀的末腳，最終拉開後方馬匹2 1/2馬位優勢取得首勝。
其後主要於條件戰級別打滾，奪得一冠三季的不俗戰績。

### 4歲
2015年以4歲以上1000萬獎金以下條件戰作爲年度首戰，但於其中敗於Red Olivia及Sundarbans取得第三。
其後出戰條件戰潮來特別及綠風錦標，成功取得二連勝之下晉級公開組。
6月14日出戰人魚錦標，雖然爲其首次挑戰分級賽，但仍然於賽前奪得第一人氣。比賽開始後，其選擇中團戰術於約莫第十的位置展開追走，於比賽途中不斷加速爬升，通過第四彎道時經已處於第五的位置。進入直路後，其仍然保持速度繼續衝刺，可惜後方Chateau Blanche勢頭更旺之下其被對手超越，最終以3/4馬位落敗得第二。
入秋後出戰產經賞，於其中繼續採用居中戰術，然而進入直路後未能最大程度加速，最終以第五完賽。
11月15日出戰女皇伊利沙伯二世盃，作爲僅勝出條件戰級別的賽駒，其於賽前僅獲得第六人氣。比賽開始後，其保持自身於第九左右的位置展開推進，於比賽途中一直保持穩定的節奏。進入直路後，其隨即開始發力加速，輕鬆衝出超越前方賽駒下成功進佔先頭，最終亦憑借優秀的速度擊退後方追擊之第一人氣新紀錄，以半爆冷的姿態取得首個一級賽冠軍。

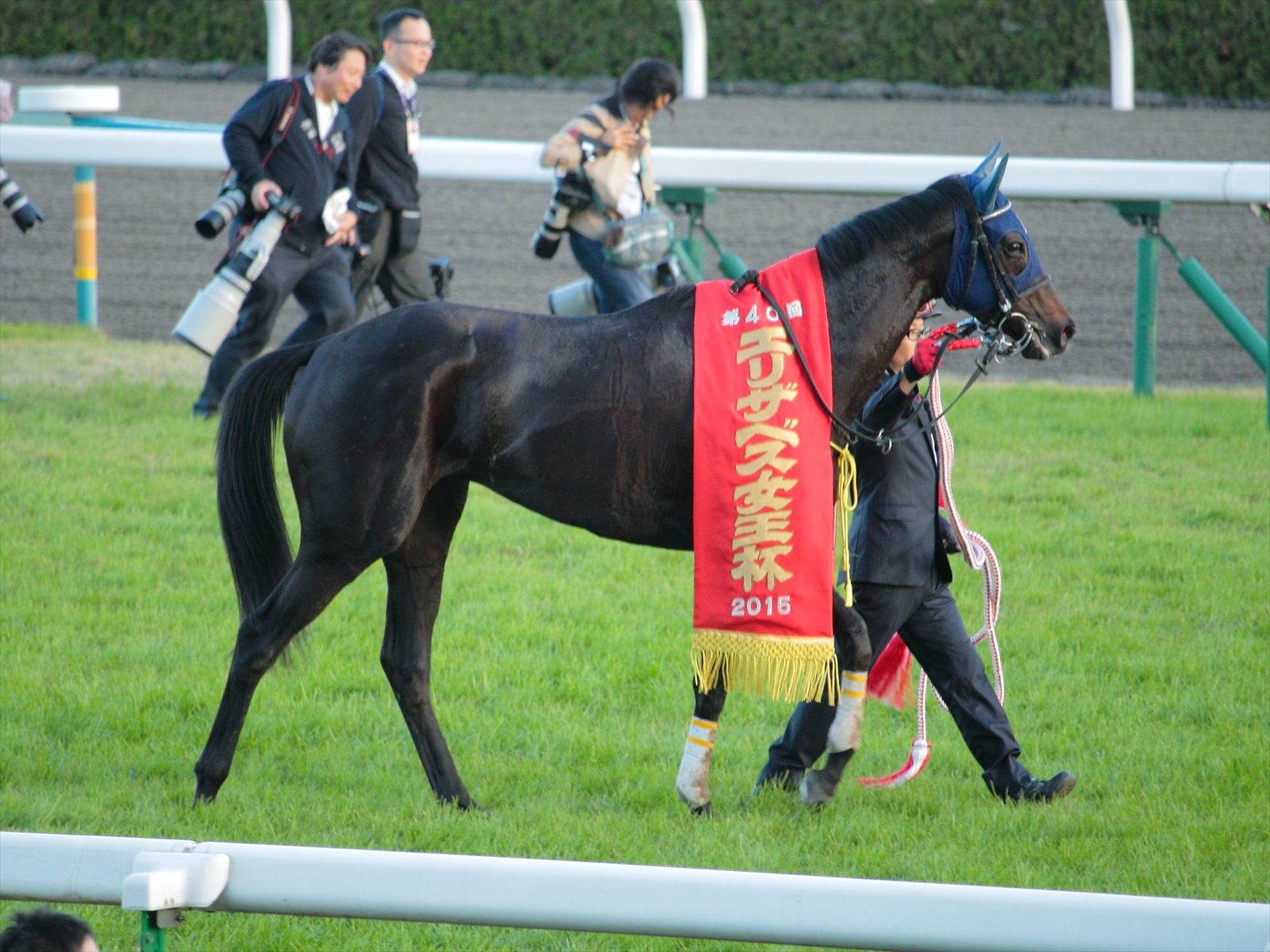
女皇伊利沙伯二世盃頒獎儀式

12月27日出戰有馬紀念，雖然賽前僅獲得第十二人氣，然而於比賽途中發揮優秀的表現，最終僅敗於黃金伶人、萬籟爭鳴及北部玄駒取得第四。

### 5歲
2015年3月26日出戰日經賞作爲年度首戰，雖然進入直路後成功跑出優秀的末腳速度，但仍然被前方展開爭鬥的黃金伶人及萬籟爭鳴拉開，最終以第三完賽。
其後出戰目黑紀念，本次比賽採取居中戰術下於中團位置推進，進入直路後爆發速度衝出一度取得領先，可惜於最後關頭被後方的Cryptogram超越，最終以頸位差距憾負。
6月26日出戰寶塚紀念，雖然其作爲一級賽優勝馬，但由於近戰戰績不佳且本次比賽有諸如上年度經典二冠馬大鳴大放、本年度春季天皇賞冠軍北部玄駒及產經大阪盃冠軍鴻鵠大志等強敵的參戰，其僅獲得第八人氣。比賽開始後，前方由北部玄駒帶出領放，萬籟爭鳴於先頭位置推進，而勝之石則和大鳴大放一同在後方位置追走。比賽途中，勝之石選擇提早加速發力，並於通過第四彎道時候成功進佔先頭第六左右的有利位置。進入直路後，其隨即展現優秀的反應進行加速，轟出後600米36.3秒的不俗末腳之下成功取得領先，繼而切斷了後方大鳴大放超越的機會，最終以爆冷姿態再度取得一級賽冠軍，亦成爲繼2005年東商變革以來暌違11年勝出寶塚紀念的雌馬。
然而進入秋季後其並未能保持優秀的表現，於產經賞中僅獲得第五，而於劍指連霸的女皇伊利沙伯二世盃則因比賽初段的劣勢導致其於直路無法衝出，最終僅獲得第五。
12月25日出戰有馬紀念，但於直路上未能進一步加速下繼而失速，最終以第十大敗。
其後陣營決定安排其退役，並於2017年1月15日取消日本中央競馬會的賽駒註冊。
年末，由於其以雌馬身份勝出寶塚紀念，於評選中以233票當選最佳4歲及以上雌馬。

### 詳細賽績
| 日期       | 舉辦國家 | 馬場 | 距離   | 級別 | 賽事名稱              | 負重 | 騎師     | 馬號 | 出馬 | 名次 | 時間   | 頭馬（二馬）     |
| ---------- | -------- | ---- | ------ | ---- | --------------------- | ---- | -------- | ---- | ---- | ---- | ------ | ---------------- |
| 11/1/2014  | 日本     | 中山 | 草2000 |      | 3歲新馬               | 54   | 三浦皇成 | 3    | 16   | 1    | 2:04.8 | （Remove Again） |
| 2/3/2014   | 日本     | 中山 | 草1800 |      | 3歲500萬獎金以下      | 54   | 三浦皇成 | 14   | 14   | 3    | 1:51.6 | Meine Auram      |
| 4/5/2014   | 日本     | 東京 | 草1800 | OP   | 香豌豆錦標            | 54   | 幸英明   | 11   | 16   | 6    | 1:47.8 | Shiny Girl       |
| 29/6/2014  | 日本     | 東京 | 草1800 |      | 3歲以上500萬獎金以下  | 52   | 蛯名正義 | 5    | 13   | 1    | 1:48.9 | （Flying Skip）  |
| 3/8/2014   | 日本     | 新潟 | 草1800 |      | 三面川特別            | 52   | 蛯名正義 | 7    | 15   | 3    | 1:46.6 | Flame Code       |
| 11/10/2014 | 日本     | 東京 | 草1800 |      | 山中湖特別            | 53   | 蛯名正義 | 6    | 14   | 3    | 1:46.8 | Sekisho          |
| 16/11/2014 | 日本     | 東京 | 草2000 |      | tvk賞                 | 53   | 大野拓彌 | 12   | 14   | 5    | 2:00.8 | Le Falchion      |
| 14/2/2015  | 日本     | 東京 | 草1800 |      | 4歲以上1000萬獎金以下 | 54   | 蛯名正義 | 5    | 16   | 3    | 1:47.3 | Red Olivia       |
| 8/3/2015   | 日本     | 中山 | 草2500 |      | 潮來特別              | 54   | 蛯名正義 | 9    | 11   | 1    | 2:39.6 | （Diski Dance）  |
| 9/5/2015   | 日本     | 東京 | 草2400 |      | 綠風錦標              | 53   | 蛯名正義 | 4    | 18   | 1    | 2:25.4 | （森遜之威）     |
| 14/6/2015  | 日本     | 阪神 | 草2000 | GIII | 人魚錦標              | 53   | 蛯名正義 | 12   | 16   | 2    | 2:00.6 | Chateau Blanche  |
| 27/9/2015  | 日本     | 中山 | 草2200 | GII  | 產經賞                | 54   | 蛯名正義 | 14   | 15   | 5    | 2:12.7 | 湘南魔瓶         |
| 15/11/2015 | 日本     | 京都 | 草2200 | GI   | 女皇伊利沙伯二世盃    | 56   | 蛯名正義 | 12   | 18   | 1    | 2:14.9 | （新紀錄）       |
| 27/12/2015 | 日本     | 中山 | 草2500 | GI   | 有馬紀念              | 55   | 蛯名正義 | 16   | 16   | 4    | 2:33.1 | 黃金伶人         |
| 26/3/2016  | 日本     | 中山 | 草2500 | GII  | 日經賞                | 55   | 蛯名正義 | 2    | 9    | 3    | 2:37.1 | 黃金伶人         |
| 29/5/2016  | 日本     | 東京 | 草2500 | GII  | 目黑紀念              | 56   | 蛯名正義 | 6    | 18   | 2    | 2:30.6 | Cryptogram       |
| 26/6/2016  | 日本     | 阪神 | 草2200 | GI   | 寶塚紀念              | 56   | 蛯名正義 | 16   | 17   | 1    | 2:12.8 | （大鳴大放）     |
| 25/9/2016  | 日本     | 中山 | 草2200 | GII  | 產經賞                | 56   | 蛯名正義 | 7    | 12   | 5    | 2:12.2 | 黃金伶人         |
| 13/11/2016 | 日本     | 京都 | 草2200 | GI   | 女皇伊利沙伯二世盃    | 56   | 蛯名正義 | 2    | 15   | 6    | 2:13.5 | 皇后寶戒         |
| 25/12/2016 | 日本     | 中山 | 草2500 | GI   | 有馬紀念              | 55   | 蛯名正義 | 16   | 16   | 10   | 2:33.6 | 里見光鑽         |

## 退役後
退役後，勝之石成爲了繁殖雌馬，於北海道安平町北部牧場休養，在2017年進行配種。首匹子嗣堅之石於2018年出生，可於2020年出賽。

### 詳細繁殖資料
| 數目   | 馬名             | 出生年 | 性別 | 父系     | 練馬師           | 馬主               | 戰績                       |
| ------ | ---------------- | ------ | ---- | -------- | ---------------- | ------------------ | -------------------------- |
| 第一匹 | 堅之石           | 2018   | 雄   | 神威啟示 | 美浦・久保田貴士 | Carrot Farm Co Ltd | 6戰2冠2亞1季（退役）       |
| 第二匹 | Chalcedony       | 2019   | 雌   | 龍王     | 美浦・久保田貴士 | Carrot Farm Co Ltd | 2戰0冠0亞0季（退役・繁殖） |
|        | （流產）         |        |      | 滿樂時   |                  |                    |                            |
| 第三匹 | Mali Garnet      | 2021   | 雌   | 金之霸   | 美浦・久保田貴士 | Carrot Farm Co Ltd | 4戰0冠0亞0季（退役）       |
| 第四匹 | Rogerley Mine    | 2022   | 雌   | 神威啟示 | 美浦・久保田貴士 | Carrot Farm Co Ltd | 2戰1冠1亞0季（現役）       |
| 第五匹 | Champagne Quartz | 2023   | 雌   | 澤芳     | 美浦・久保田貴士 | Carrot Farm Co Ltd | （出賽前）                 |
| 第六匹 | 勝之石2024       | 2024   | 雌   | 滿樂時   |                  |                    | （出賽前）                 |

## 血統簡介
父系大震撼爲日本賽駒，爲日本賽馬史上第二匹無敗三冠馬，生涯出戰十四場賽事僅得兩場未能勝出，退役後配種成績亦極爲優秀。祖父週日寧靜是美國三冠賽雙軍馬，退役後在日本配種，在日本馬壇相當成功，贏得多項分級賽事，其子嗣贏得巨額獎金。
母系Chrysoprase爲日本賽駒，生涯戰績不佳僅勝出三場賽事。外祖父爲美國生產的日本賽駒神鷹，於日本及法國有優異戰績，包括勝出日本盃和聖格盧大賽，以及於凱旋門大賽獲得第二，其後更當選爲日本中央競馬會第30匹殿堂馬，亦被譽爲98黃金世代之一。

### 血統表
| 父線：週日寧靜系（Halo系）            |                               |                 |                 |
| 種馬 大震撼 2002年（棗色）            | 週日寧靜 1986年（棕色）       | Halo            | Hail to Reason  |
| 種馬 大震撼 2002年（棗色）            | 週日寧靜 1986年（棕色）       | Halo            | Cosmah          |
| 種馬 大震撼 2002年（棗色）            | 週日寧靜 1986年（棕色）       | Wishing Well    | Understanding   |
| 種馬 大震撼 2002年（棗色）            | 週日寧靜 1986年（棕色）       | Wishing Well    | Mountain Flower |
| 種馬 大震撼 2002年（棗色）            | 風中秀髮 1991年（棗色）       | Alzao           | 利法爾          |
| 種馬 大震撼 2002年（棗色）            | 風中秀髮 1991年（棗色）       | Alzao           | Lady Rebecca    |
| 種馬 大震撼 2002年（棗色）            | 風中秀髮 1991年（棗色）       | Burghclere      | Busted          |
| 種馬 大震撼 2002年（棗色）            | 風中秀髮 1991年（棗色）       | Burghclere      | Highclere       |
| 繁殖雌馬 Chrysoprase 2002年（深棗色） | 神鷹 1995年（深棗色）         | 金滿寶          | 淘金者          |
| 繁殖雌馬 Chrysoprase 2002年（深棗色） | 神鷹 1995年（深棗色）         | 金滿寶          | Miesque         |
| 繁殖雌馬 Chrysoprase 2002年（深棗色） | 神鷹 1995年（深棗色）         | Saddler's Gal   | 鞍匠井          |
| 繁殖雌馬 Chrysoprase 2002年（深棗色） | 神鷹 1995年（深棗色）         | Saddler's Gal   | Glenveagh       |
| 繁殖雌馬 Chrysoprase 2002年（深棗色） | Catherine Parr 1987年（棕色） | 河人            | Never Bend      |
| 繁殖雌馬 Chrysoprase 2002年（深棗色） | Catherine Parr 1987年（棕色） | 河人            | River Lady      |
| 繁殖雌馬 Chrysoprase 2002年（深棗色） | Catherine Parr 1987年（棕色） | Regel Exception | 里博            |
| 繁殖雌馬 Chrysoprase 2002年（深棗色） | Catherine Parr 1987年（棕色） | Regel Exception | Rajput Princess |
| 雌系：號族：16-a                      |                               |                 |                 |
| 五代內近親交配：{{{cross}}}           |                               |                 |                 |

## 命名由來
名字Marialite（マリアライト）是鈉柱石，聯想自母系Chrysoprase（此名字意思是綠玉髓）之名字，香港則由此石之外號「成功之石」，引申出「勝之石」之翻譯。

## 外部連結
- 勝之石 netkeiba.com （页面存档备份，存于）
- 血統表 （页面存档备份，存于）